# 以形补形
以形补形、吃啥补啥是中國民間通俗用藥的一种食疗理论，认为食用和器官形状类似的植物或其他动物的器官即可滋补人身上的对应器官。这个说法总体来说没有实证支持，每个食物的效果主要还是取决于营养成分。